# Вулиця Нечуя-Левицького (Черкаси)
Ву́лиця Нечу́я-Леви́цького — вулиця в Черкасах.

## Розташування
Починається від вулиці Чайковського і простягається на південний захід до вулиці 14 грудня.

## Опис
Вулиця неширока, асфальтована лише після перетину з проспектом Хіміків.

## Походження назви
Вулиця утворена 1968 року як Шкільна, пізніше була перейменована на честь Івана Нечуй-Левицького.

## Будівлі

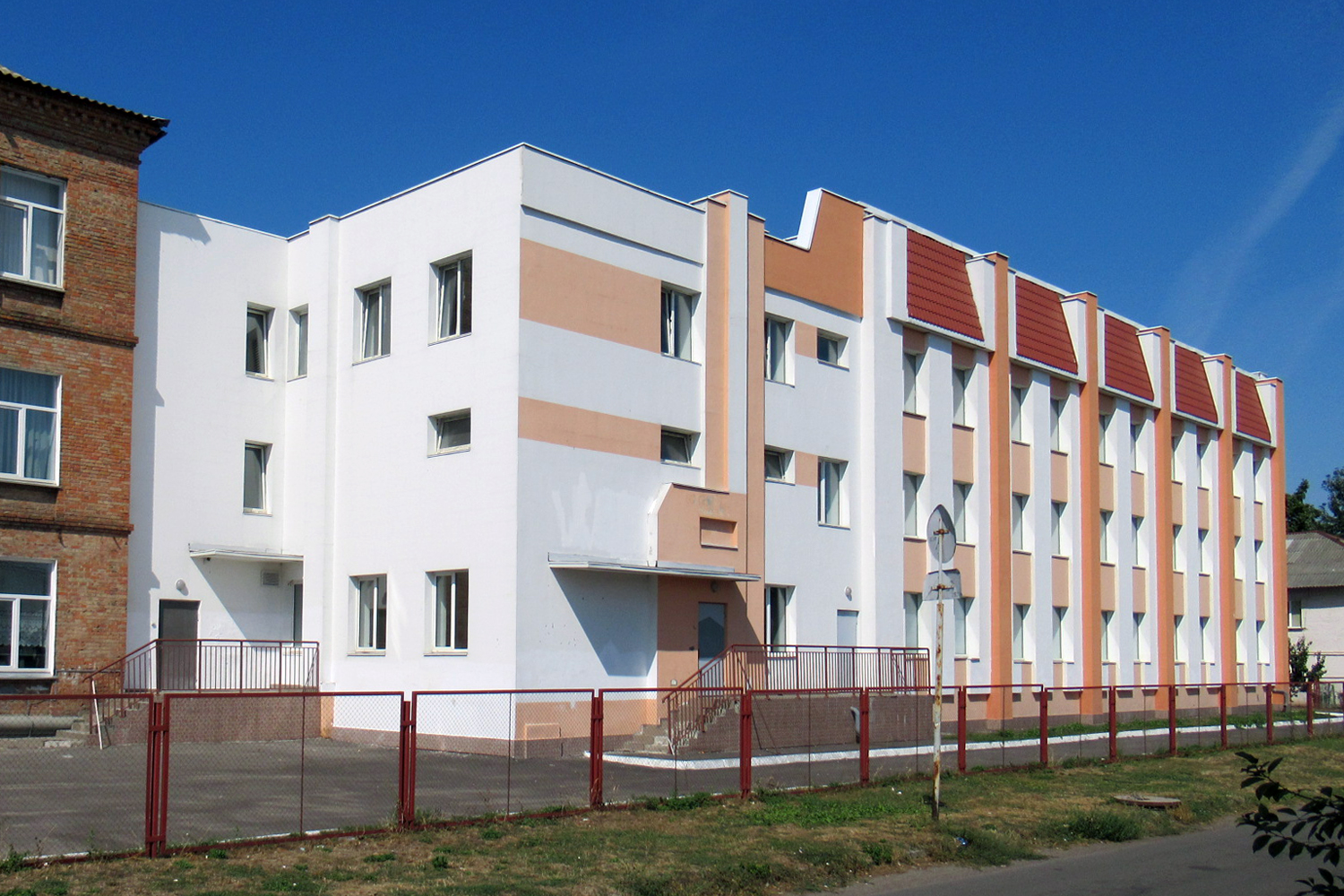
новий корпус школи № 18

Ліва сторона вулиці до проспекту Хіміків забудована приватними будинками. Права сторона на всьому своєму протязі забудована багатоповерхівками. Після проспекту по лівому боці знаходиться територія тролейбусного парку. Під № 12 по вулиці розташована Черкаська спеціалізована школа № 18.